# Rogersville (Missouri)
Rogersville é uma cidade localizada no estado americano de Missouri, no Condado de Greene e Condado de Webster.

## Demografia
Segundo o censo americano de 2000, a sua população era de 1508 habitantes.
Em 2006, foi estimada uma população de 2481, um aumento de 973 (64.5%).

## Geografia
De acordo com o United States Census Bureau tem uma área de
3,0 km², dos quais 3,0 km² cobertos por terra e 0,0 km² cobertos por água. Rogersville localiza-se a aproximadamente 445 m acima do nível do mar.

## Localidades na vizinhança
O diagrama seguinte representa as localidades num raio de 20 km ao redor de Rogersville.